# Der Lautenspieler (Caravaggio)

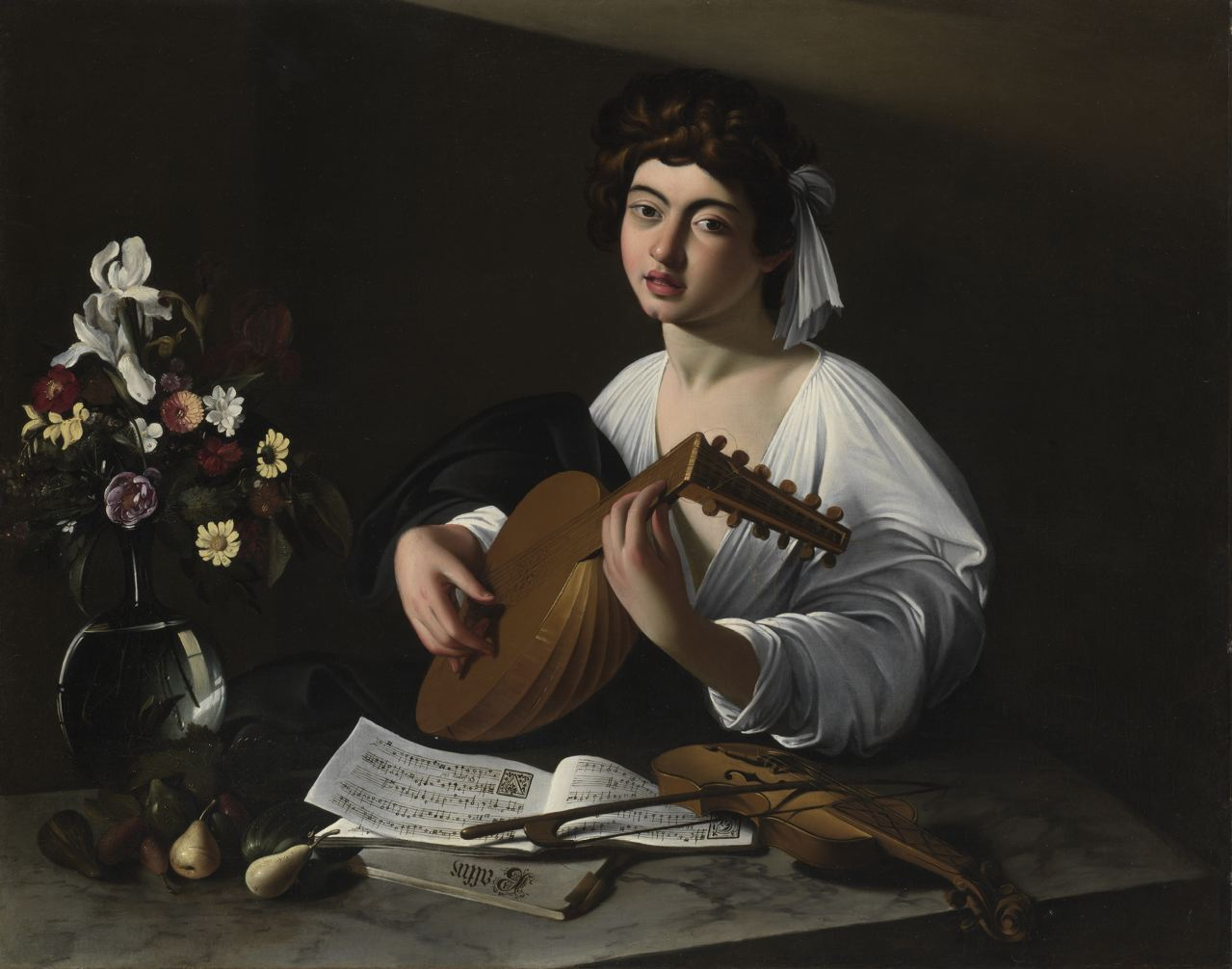
Der Lautenspieler. (Badminton House Version)

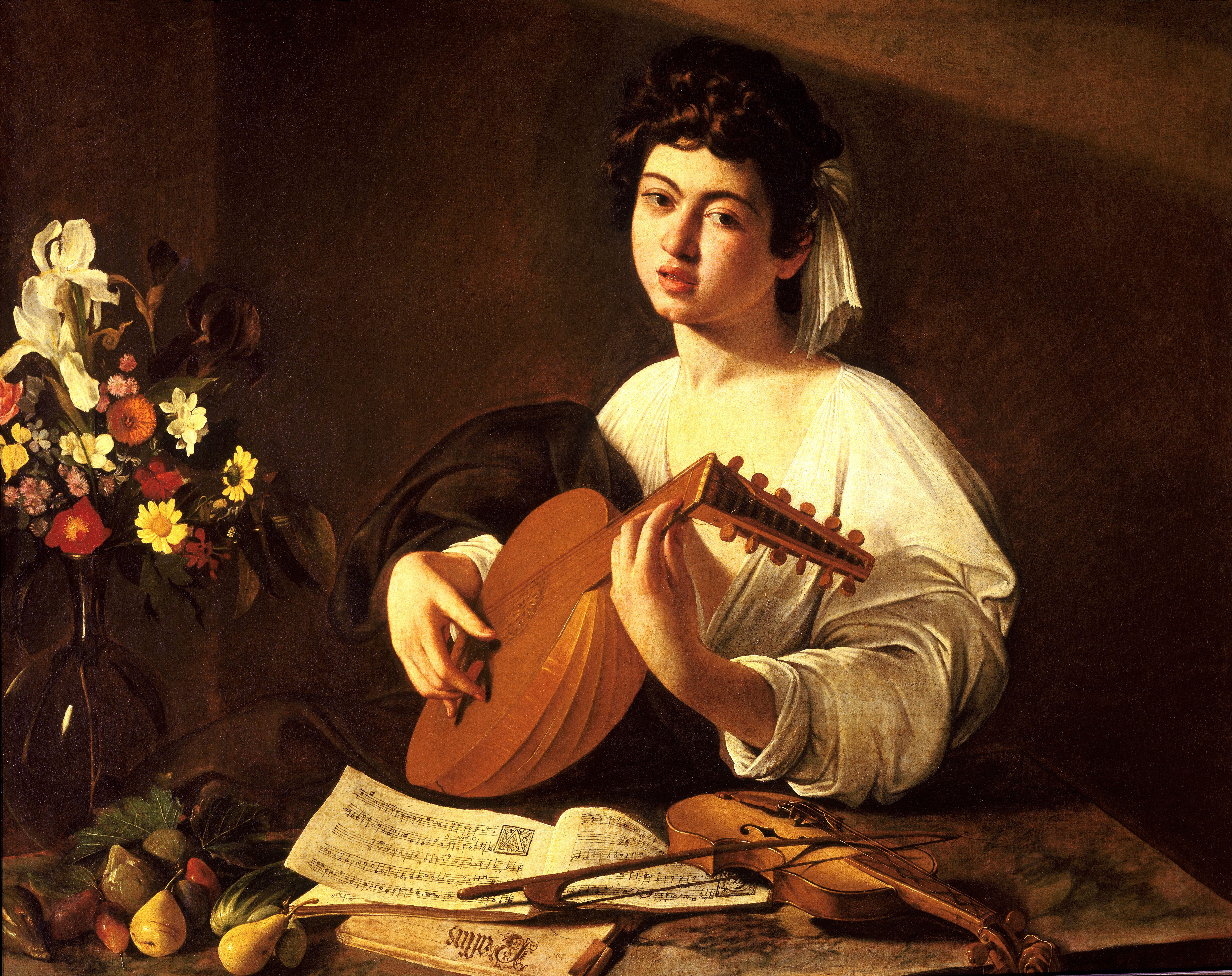
Der Lautenspieler. (Eremitage (Sankt Petersburg))

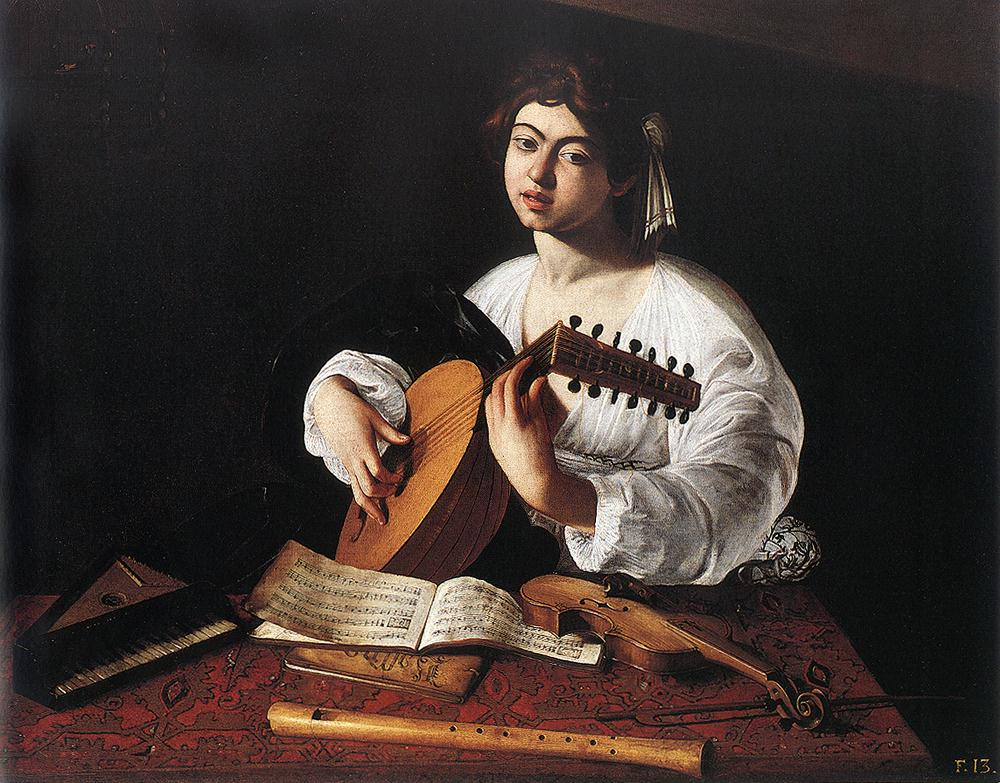
Der Lautenspieler. (Metropolitan Museum of Art)

Der Lautenspieler ist ein Bildmotiv des italienischen Malers Caravaggio, das einen jungen Menschen zeigt, der ein Liebesmadrigal singt und sich dazu auf einer Laute begleitet. Das Geschlecht der Figur ist nicht eindeutig, sodass einige Betrachter sie für einen Knaben hielten und andere für ein Mädchen.
Caravaggio hat den Lautenspieler in mindestens zwei Versionen gemalt; die beiden Ölgemälde werden zwischen 1595 und 1596 datiert und sind wahrscheinlich für zwei unterschiedliche Auftraggeber geschaffen worden, die beide große Förderer des Künstlers waren. In Caravaggios Figurenmalerei gelten die beiden Gemälde als technischer Fortschritt und Meisterwerk seiner frühen Schaffenszeit.

## Beschreibung

### Allgemeines
Eine Gemäldeversion (94 × 119 cm) wurde um 1595 vom Kunstsammler Vincenzo Giustiniani in Auftrag gegeben und ist in der Eremitage in St. Petersburg ausgestellt. Die andere Version (100 × 126,5 cm) wurde um 1596 für Kardinal Del Monte gemalt. Nach gegenwärtigem Wissenstand handelt es sich dabei um ein Werk, welches sich in einer Privatsammlung befindet (die Badminton House-Version). Ein weiteres Werk, welches zuvor als Del Monte-Version beschrieben wurde, befindet sich im Metropolitan Museum in New York, als Dauerleihgabe der Wildenstein Collection. Lange Zeit wurde angenommen, dass nur eines der Bilder ein Original sei und das andere eine Kopie. Die Entdeckung des Zahlungsnachweises für Del Montes Bild durch Antonio Barberini im Jahr 1628 stellte eindeutig die Existenz von zwei separaten Versionen von Caravaggio fest. Die Verwirrung um die beiden Bilder ist durch die Annahme entstanden, dass große Künstler ihre eigenen Werke nicht kopieren würden, sowie durch eine missverständliche Beschreibung zweier anderer Bilder aus Del Montes Nachlass. So geht man heute davon aus, dass es sich bei der Badminton House-Version als das Originalbild handelt. Die Eremitage-Version und die Badminton House-Version wurden 2020 gemeinsam in einer Ausstellung in der Galleria Borghese gezeigt.
Die beiden Lautenspieler spiegeln die zeitgenössischen Aufführungspraktiken in Italien wider, als für kleinere Musikveranstaltungen die von einem Saiteninstrument begleitete Solostimme bevorzugt wurde, ebenso wie der Auftritt von Kastratensängern. Lauten wurden besonders mit erotischer Musik in Verbindung gebracht; einige Liebeslieder für Laute aus dieser Zeit sind erhalten geblieben. Man vermutet, dass Caravaggios Lautenspieler den spanischen Sopran-Kastraten Pedro Montoya darstellen, der während der Jahre, in denen Caravaggio ebenfalls unter Del Montes Dach lebte, im Päpstlichen Chor der Sixtinischen Kapelle sang. Dies würde das androgyne Aussehen des jungen Mannes erklären, die Identität kann aber nicht nachgewiesen werden. Porträts anderer Kastraten aus dieser Zeit belegen die Bedeutung ihrer sozialen Position.
Durch eine Röntgenuntersuchung konnte nachgewiesen werden, dass das Giustiniani-Gemälde zuerst gemalt wurde und später als Vorbild für das Del-Monte-Version diente. Darüber hinaus zeigten die Röntgenaufnahmen, dass die Leinwand für Del Monte vorher bereits bemalt war, dann aber die Farbe abgeschabt wurde. Die Reste der ursprünglichen Untermalung stammten von einer offensichtlich religiösen Szene; sichtbar wurden zwei männliche Halbfiguren, einer der Männer legt mit frommer Geste eine Hand an seine Brust und richtet den Blick in die Höhe – wahrscheinlich zu der göttlichen Erscheinung der Jungfrau mit dem Kinde, wie der leere Platz über ihnen vermuten lässt.

### Gemeinsame Merkmale
Die Halbfigur eines Jünglings in weißem Hemd hebt sich deutlich vor einem dunklen Hintergrund ab, der seitlich geneigte Kopf, der direkte Blick sowie die halb geöffneten Lippen sind von sinnlicher Ausstrahlung. Er singt und spielt dazu sein Instrument mit Anmut und in der künstlerischen Art und Weise seiner Zeit. Seine rundlichen Gesichtszüge und Schultern, die bartlose, weiche weiße Haut, die verträumt blickenden schönen Augen und zarten Hände wirken eher feminin; mithilfe eines weißen Haarbandes (ein breiter, am sichtbaren Ende abgerissener Flor) sind die dicken Locken über der Stirn kunstvoll arrangiert; John Varriano fühlte sich durch diese Frisur an „eine Perücke“ erinnert. Die Art wie er seine Zunge gegen die Zähne drückt, entspricht den Anweisungen zur Aussprache beim Singen, die 1562 in einem Schriftstück von Giovanni Camillo Maffei gegeben wurden. Die von hartem Seitenlicht erzeugten Schatten verleihen den Objekten ein scheinbar greifbares Volumen. Die Versionen der Gemälde unterscheiden sich in den weiteren dargestellten Gegenständen.
Vor dem Lautenspieler liegen zwei Stimmbücher (mit der zuunterst liegenden Bassstimme und der aufgeschlagenen Tenorstimme, wohl aus einem kompletten Stimmensatz ohne Cantus und Altstimme) sowie eine Violine (oder Viola bzw. Armviola) und ein (nur für ein Bassinstrument geeigneter) Bogen bereit. Die abgebildeten Noten des Tenorstimmbuchs der beiden Lautenspieler sind größtenteils lesbar und als weltliche Musikstücke von französisch-flämischen Komponisten des frühen 16. Jahrhunderts identifiziert worden. Die Ausschnitte aus den dargestellten Madrigalen sind allesamt Erklärungen der unsterblichen Liebe und Hingabe. Von beiden Auftraggebern ist bekannt, dass sie im Besitz von musikalischen Schriftstücken waren, daher kann angenommen werden, dass Caravaggio genaue Anweisungen bekommen hatte, welche Musiktitel er abzubilden hatte, und dass die Sinnlichkeit des Gemäldes als Vervollständigung konzipiert war.

### Unterschiede
Die Figur auf der Del Monte-Version ist sowohl im Gesicht pausbäckiger, wie körperlich rundlicher und das Haar länger, sie wirkt dadurch noch etwas femininer. Dazu tragen auch einige andere Details bei: Während in der Giustiniani-Fassung der Hemdausschnitt so tief ist, dass er teilweise eine eindeutig flache Brust freilegt, ist in der Del Monte-Version der Ausschnitt dezenter und um die Taille ist eine breite, schwarz bestickte, weiße Schärpe gebunden, die ähnlich wie ein Mieder wirkt.
Giustinianis, vorwiegend in Brauntönen gehaltene Bildversion zeigt eine sechschörige Laute mit zwölf Stimmwirbeln, die eine Beschädigung des zweiten Spanes vom Instrumentenbauch aufweist, und eine Geige mit geometrisch verziertem Griffbrett und Saitenhalter, während auf Del Montes Gemälde die unbeschädigte Laute siebenchörig ist, dementsprechend über vierzehn Wirbel verfügt, und die Geige mit krummliniger Verzierung ausgestattet ist. Man nimmt an, dass die Instrumente nach realen Modellen gemalt wurden, dagegen spricht aber, dass die F-Löcher der Geigen in ihrer Form mit der rhombischen Weitung der Mitte übertrieben sind, ebenso wie die Verwitterung der zu Caravaggios Zeit bereits altertümlichen Stimmbücher. Das Notenblatt der Giustiniani-Version zeigt Fragmente von vier Madrigalen von Jakob Arcadelt, mit den Titeln:
- Voi sapete ch’io v’amo („Du weißt, dass ich dich liebe“)
- Chi potra dir quanta dolcezza prova („Wer kann sagen, wie süß du dich anfühlst?“)
- Se la dura durezza in la mia donna dura („Wenn die Hartherzigkeit meiner Frau anhält“)
- Vostra fui e saro mentre ch’io viva („Dein war und werde ich sein, solange ich lebe“).[1]

Das Del-Monte-Bild enthält zwei Madrigale von Francesco de Layolle und Jacquet de Berchem mit den Titeln:
- Lassare il velo („Lass den Schleier“)
- Perché non date voi, donna crudele („Warum gibst du nicht, grausame Frau?“)[3]

Röntgenbilder zeigten, dass ursprünglich auch auf der Del-Monte-Leinwand das Stillleben mit Blumenkaraffe und Früchten skizziert war, dann aber durch eine Blockflöte und ein Spinettino übermalt wurde – vermutlich weil Del Monte eine beachtliche Sammlung von Musikinstrumenten besaß und auch bereits ein kleines Gemälde mit einer caraffa di fiori hatte. Dass die blanke Marmorplatte aus der Giustiniani-Version in Del Montes Bild mit einem Orientteppich bedeckt wurde, war wohl ein weiterer Versuch die Kopie zu personalisieren. Der abgebildete Lotto-Teppich konnte als sogenannter Ushak-Teppich identifiziert werden, welche zu Caravaggios Lebzeiten nur in Palazzi zur Einrichtung gehörten. Auf der Del-Monte-Version ist außerdem in der linken oberen Bildecke, wenn auch ziemlich im Dunkeln, ein Vogelkäfig mit einem Singvogel (wahrscheinlich ein Stieglitz) zu erkennen, der natürlich eine Anspielung auf die schöne Stimme der dargestellten Person ist.
Die zweite Gemäldeversion entstand vielleicht 1–2 Jahre nach der ersten und ist in den Details (Hemdfalten, Lichteinfall) weniger akribisch ausgeführt, sie zeigt die Stilveränderung des erwachsenen Caravaggios hin zu dramatischem Ausleuchten und scharfer Fokussierung seiner Bildmotive.

### Interpretation
In Giustinianis Lautenspieler trägt das Stillleben mit der Glaskaraffe, den Blumen und den Früchten eine verschleierte erotische Botschaft: eine mit Striemen beschädigte Birne, die geplatzte Feige, eine Gurke, auf der Wassertropfen glitzern. Die vergängliche Schönheit von Früchten und Blumen deutet auf die Vergänglichkeit der Jugend und Schönheit hin. Die Laute war lange Zeit das edelste und raffinierteste Instrument und wurde mit der Liebe assoziiert. So wird die Vergänglichkeit auch durch die zarte, flüchtige Belastung des zerbrechlichen Instruments angedeutet, dessen Oberfläche schon leicht abgenutzt, der gerippte Klangkörper einen Riss (vielleicht auch nur einen Striemen) hat und es somit seine frühere Resonanz eingebüßt haben könnte. Die Schallrosette scheint nur aufgemalt zu sein, was das Instrument am Klingen hindern würde. Auch das erste Streichinstrument hat gelitten. So ist die fünfte, die tiefste Saite gerissen. Die erste Saite (die Chanterelle) ist unspielbar, da sie von ihrer normalen Position auf dem Steg abgeglitten ist.
Del Montes Lautenspieler kann eher als Allegorie der Musik aufgefasst werden. Die Laute und die Violine sind auch in zwei anderen Gemälden aus seinem Besitz zu finden. Nur die vergilbten Notenblätter erinnern an die Vanitas-Symbolik aus Giustinianis Lautenspieler. Die Klangstärke der gemalten Musikinstrumente, vor allem des Miniatur-Spinetts oder der Blockflöte, die nicht für einen großen Saal geeignet sind, unterstreichen die Intimität der kleinen privaten Konzerte, welche Del Monte im Palazzo Madama gegeben hatte.